# Ma quale idea/Lezione d'amore
Ma quale idea/Lezione d'amore è un 45 giri del cantante pop italiano Pino D'Angiò, pubblicato nel 1980 dall'etichetta discografica Ri-Fi.

## Ma quale idea
Brano scritto da Pino D'Angiò ed arrangiato da Enrico Intra, ebbe uno straordinario successo.
Dopo l'insuccesso del precedente singolo, D'Angiò viene richiamato da Ezio Leoni, con il quale aveva prodotto È libero, scusi?.
La canzone, considerata una delle più rappresentative della discografia di D'Angiò e di tutta la musica italiana degli anni ottanta, parla con aria visibilmente autoironica, come dichiarato dallo stesso autore in molteplici interviste, di uno "sbruffone da discoteca" e di una sua presunta conquista.
È uno dei primi esempi in Italia di fusione tra rap e funk.
La linea di basso presente in Ma quale idea, eseguita dal bassista Stefano Cerri, è stata campionata nel brano Don't Call Me Baby del duo australiano Madison Avenue, pubblicato nel 1999; sebbene sia opinione diffusa che tale melodia sia a sua volta basata sul brano Ain't No Stoppin' Us Now del duo statunitense McFadden & Whitehead, pubblicato nel 1979, Pino D'Angiò ha dichiarato di averla composta indipendentemente insieme a Cerri.

## Lezione d'amore
Scritto dallo stesso autore, è il lato B del disco, che non è contenuto nell'album ...Balla!.

## Successo e classifiche
Il disco divenne una hit in tutto il mondo: è stato pubblicato in 30 paesi ed ha superato i 12 milioni di copie vendute.
| Classifica (1980-81)           | Posizione massima |
| ------------------------------ | ----------------- |
| Belgio (Ultratop)              | 9                 |
| Italia (Hit Parade)            | 16                |
| Paesi Bassi (Dutch Charts)     | 2                 |
| Spagna (PROMUSICAE)            | 1                 |
| Svizzera (Schweizer Hitparade) | 5                 |

## Tracce
Testi e musiche di Giuseppe Chierchia
Lato A
1. Ma quale idea – 4:20

LatoB
1. Lezione d'amore – 2:58

## Cover
Nel 2005 il gruppo rap romano Flaminio Maphia ha realizzato una cover intitolata Che idea, dall'album Per un pugno di euri. Della canzone originale questa versione riprende il ritornello, il ritmo e la linea di basso, mentre le strofe e gli scratch nell'interludio sono dei Flaminio Maphia. Per la cover è stato realizzato un video musicale, contenente riferimenti ironici a video di artisti italiani degli anni precedenti.
| Classifica (2005) | Posizione massima |
| ----------------- | ----------------- |
| Italia (Fimi)     | 4                 |

## Ma che idea
Durante la serata delle cover del Festival di Sanremo 2024, i Bnkr44 hanno realizzato una rivisitazione di Ma quale idea, con un testo in parte uguale all'originale ed in parte inedito, insieme allo stesso Pino D'Angiò; la canzone è stata successivamente incisa come singolo con il titolo Ma che idea. Questa versione è stata anche cantata da Mida il 13 maggio durante il talent show Amici di Maria De Filippi.

### Descrizione
Il brano è stato pubblicato come singolo digitale il 10 febbraio 2024 ed è entrato in rotazione radiofonica in Italia a partire dal successivo 1º marzo.

A proposito della collaborazione, i Bnkr44 hanno dichiarato:

## Tracce
1. Ma che idea – 3:46

### Classifiche

#### Classifiche settimanali
| Classifica (2024) | Posizione massima |
| ----------------- | ----------------- |
| Italia            | 27                |

#### Classifiche di fine anno
| Classifica (2024) | Posizione |
| ----------------- | --------- |
| Italia            | 46        |